# エージェント (コンピュータゲーム)
『エージェント』(Agent)は、ロックスター・ノースが開発を担当、アメリカ合衆国のロックスター・ゲームス(テイクツー・インタラクティブ)より発売予定のステルス型シューティングゲームである。公式発表から現在まで10年以上経っているが、その後の詳細な発表が1度も無いため開発（発売）中止との見方が基本である。

## 概要
当初『エージェント』は、ロックスター・ゲームスよりPlayStation 2、Xbox向けに全世界に発売予定のステルス型シューティングゲームであったがPlayStation 3専用に開発すると変更された。
また、2012年に発売された『L.A.ノワール』ではないかという考察もされたが、エージェントとは別ゲームソフトである事が判明した。

## 開発中止理由
2007年7月にロックスターからステルス性のゲームが開発されており、数年後には発売予定だと公式発表され、2009年6月にタイトル名が『エージェント』(Agent)になると明らかにされ、詳細は1970年代の冷戦が舞台であるとの設定(発表)のみである。
しかし、『エージェント』は、未発表の理由のために無期限に延期された。数年後はロックスター・ファンからは、2011年に発売された『L.A.ノワール』ではないかという予測(当時)もあったが、否定され、『グランド・セフト・オートV』が発売される前、2013年7月には、テイクツー・インタラクティブが「エージェント」の名称の商標を米国特許商標庁で改めて更新した。
しかし、それまでは無期限に延期されていた『エージェント』だが、発表から11年後、2018年11月19日には米国特許商標庁からは 、ロックスター・ゲームスから発売予定の『エージェント』というゲームソフト商標は現在、存在しない と発表された。
2021年10月、ロックスター・ゲームスの公式サイトにてエージェントの商品ページが完全に削除された。

## ストーリー
時は1970年代の冷戦中が舞台。プレイヤーは戦闘を通じて政治的暗殺の世界、スパイ活動へと連れて行かれることになっていく。